# Križ iz Donje Britivice
U Donjoj Britvici (župa Izbično), nedaleko od Širokoga Brijega, nalazi se iznimno staro i zanimljivo groblje. Staro i dobrim dijelom napušteno groblje smješteno je na vrlo lijepom mjestu, okruženo borovima, a s jedne je strane omeđeno rijekom Ugrovačom. U njemu je osamdesetih godina prošloga stoljeća župnik fra Dinko Maslać pronašao razbijeni križ, pomno skupio sve dijelove i sastavio ga.
Križ je iznimno značajan, jer je osim što je ornamentiran s jedne i s druge strane na njemu urezan natpis. Grob na kojem je pronađen križ zidan je kamenom srednje veličine i krečem. Križ je s obje strane ukrašen ukrasima karakterističnim za širokobriješke stećke: rozeta (zvijezda), narodni pleter (preslica), vegetabilni motivi, zvonici s arkadama, a dimenzije su mu: ukupna visina 70 cm, a širina 41 cm, od zemlje do krsnica visina je 40 cm. Među svim očuvanim oblicima stećaka najmanje je križeva, primjerice, na području Kupresa očuvana su svega dva križa među ukupno 1055 stećaka.
Možda je razlog tome što je u kamenu vrlo teško klesati križ koji bi se mogao očuvati duže vrijeme, i to radi odnosa geometrije križa i mehaničkih svojstava kamena. Klesanju križa pogoduje homogen i izotropan materijal, a kamen je upravo suprotno. Stoga posebnu pozornost treba obratiti križevima klesanim iz kamena. Sam simbol križa ističe neku religioznu osobinu pokojnika ili neko njegovo stanje: on je u tome bio velik i primjeren kako to križ pokazuje. Kameni križ najjači je i najuvjerljiviji simbol pokojnika. Među širokobriješkim je stećcima očuvano svega šest križeva od ukupno 157 spomenika. Križ je inače najčešći ukras na stećcima, neobično čest posebice u južnom području, na svim vrstama stećaka, (osim visokih sanduka), katkad se čak nalazi više puta na jednom stećku. Nekoliko je puta povezan s pticom, što je preuzeto iz bizantsko-mediteranske umjetnosti.
Posebice je važno istaknuti da se križ nalazi na početku većine natpisa ovog područja: to je tzv. simbolična invokacija uz verbalnu: † va ime o(tь)ca i s(i)na i s(ve)tago d(u)ha, npr. Natpis Vignja Miloševića s Kočerina, Natpis vojvode Masna iz Donje Drežnice, itd. Znakom križa započinju, također, svi pisani dokumenti kraljevskih i plemićkih kancelarija tijekom cijeloga srednjega vijeka. Identičnu stilsku značajku imaju većinom svi natpisi na lapidarnim nadgrobnim spomenicima, kako na onima pisanim hrvatskom ćirilicom, tako i na onima pisanim glagoljicom u hrvatskim primorskim gradovima, odakle su uz snažne ekonomske veze isijavali i jasni kulturni utjecaji. Svojom tradiranošću, podudarnošću s uporabom u drugim suvremenim oblicima tekstova i neupitnom kršćanskom osnovom, ti oblici invokacije smještaju natpise na stećcima u duhovni i kulturološki kontekst europskog srednjovjekovlja u najdoslovnijem smislu, u kršćanski kontekst u kome se kultura stećaka jedino i mogla pojaviti.
Nažalost, strana A je na križu znatno oštećena, tako da je natpis gotovo nemoguće pročitati. Natpis se nalazi u najvećem polju, pisan je u 8 redaka, svaki je od njih podcrtan. Za razliku od ornamenata i ukrasa na križu koji su pažljivo rađeni, za natpis se može reći da ga je klesao prilično nevješt klesar, odnosno natpis nije tako pažljivo obrađen kao ornamenti. Posve je pouzdano da je u prvom retku slovo u pisano hrvatskom ćirilicom, dok se pri dnu plohe naziru neka latinična slova, pa se može zaključiti da se radi o natpisu u kojem se prepleću dva pisma: ćirilica i latinica.
Na natpisima se često miješaju slova dvaju sustava, primjerice na Humačkoj ploči pisanoj ćirilicom nalaze se glagoljska slova e i t. Dva se slavenska pisma, glagoljica i ćirilica, međusobno prožimaju i prepleću od početaka, tako npr. na najstarijim hrvatskoglagoljskim spomenicima, glagoljski natpisi iz 11. i početka 12. stoljeća na Kvarneru i Dalmaciji: na Krčkom natpisu iz 11. stoljeća, na Bašćanskoj ploči i Jurandvorskim ulomcima (oko 1100. godine), natpisu iz Knina (11 - 12. stoljeće) i Plastova kod Skradina (11 - 12. stoljeće). U Makarskom primorju uz brojne natpise pisane ćirilicom očuvana su dva s ćirilično-latiničnim grafemima, i to jedan na crkvi sv. Ivana u Makru iz 1584. godine, a drugi na nadgrobnoj ploči kod franjevačkog samostana Zaostrog iz 1701. godine.

## Poveznice
- Donja Britvica
- Hrvatska ćirilica